# Paranemastoma roeweri
Espèce
Synonymes
- Nemastoma redikorzevi Roewer, 1951 nec Kharitonov, 1946

Paranemastoma roeweri est une espèce d'opilions dyspnois de la famille des Nemastomatidae.

## Distribution
Cette espèce est endémique de Crimée en Ukraine.

## Description
Le mâle holotype mesure 5 mm.

## Systématique et taxinomie
Nemastoma redikorzevi Roewer, 1951 préoccupée par Nemastoma redikorzevi Kharitonov, 1946, a été remplacée par Paranemastoma roeweri par Staręga en 1978.

## Étymologie
Cette espèce est nommée en l'honneur de Carl Friedrich Roewer.

## Publications originales
- Staręga, 1978 : « Katalog der Weberknechte (Opiliones) der Sowjet-Union. » Fragmenta Faunistica, vol. 23, no 10, p. 197–241 (texte intégral).
- Roewer, 1951 : « Über Nemastomatiden. Weitere Weberknechte XVI. » Senckenbergiana, vol. 32, p. 95–153.